# Кучуган
Кучуган (ранее называлась Учуган) (баш. Өсөгән)— река в России, протекает в Стерлибашевском районе Башкортостана и Шарлыкском районе Оренбургской области. Исток реки находится к северу от села Учуган-Асаново Стерлибашевского района Башкортостана. Является правобережным притоком реки Тятер, её устье находится в 26 км от устья реки Тятер. Длина реки составляет 14 км. Населённые пункты у реки: Учуган-Асаново.

## Данные водного реестра
По данным государственного водного реестра России относится к Камскому бассейновому округу, водохозяйственный участок реки — Дёма от истока до водомерного поста у деревни Бочкарёва, речной подбассейн реки — Белая. Речной бассейн реки — Кама.
Код объекта в государственном водном реестре — 10010201312111100024229.